# Már megint a felfedezők (novelláskötet)
A Már megint a felfedezők egy 2007-ben megjelent novelláskötet, mely Philip K. Dicktől tartalmaz tizenöt sci-fi novellát. Az Agave Könyvek jelentette meg, akik már korábban is kiadtak Dicktől egy novelláskötetet, Lenn a sivár Földön címmel.
A fordítást Pék Zoltán, Gálla Nóra, Török Krisztina, Varga Bálint és Totth Benedek készítették.

## Novellák
- Bizonyos életformák (Some kinds of life)
- Pat ajándéka (A present for Pat)
- Nulla-T (Null-O)
- Az urat szolgálni (To serve the master)
- Itt a piros (Shell game)
- Hulla vagy, Foster! (Foster, you're dead!)
- Tehetségek világa (A world of talent)
- Hívja a vevőszolgálatot! (Service call)
- A Yancy-profil (The mold of Yancy)
- Már megint a felfedezők (Explorers, we!)
- Vízipók (Waterspider)
- Valami a tempunautáknak is jár (A little something for us tempunauts)
- Az előszemélyek (The pre-persons)
- A Szibülla szeme (The eye of the Sybil)
- Remélem, hamarosan megérkezem (I hope I shall arrive soon)

## Magyarul
- Már megint a felfedezők; ford. Gálla Nóra et al.; Agave Könyvek, Bp., 2007